# 12 Heures de Sebring 1985
Navigation
Édition précédente Édition suivante
Les 12 Heures de Sebring 1985 sont la 33e édition de l'épreuve et la 3e manche du championnat IMSA GT 1985. Elles ont été remportées le 23 mars 1985 par la Porsche 962 no 8 pilotée par A. J. Foyt et Bob Wollek.

## Circuit

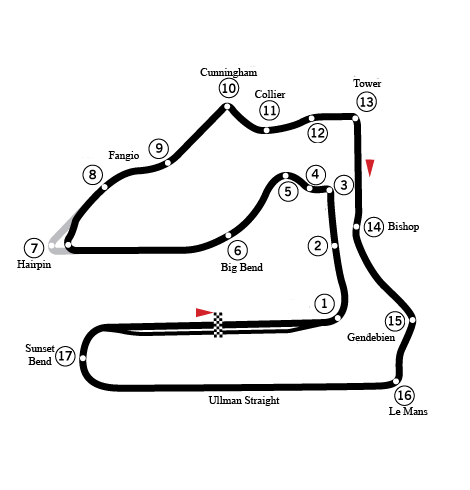
Le Sebring International Raceway, cadre des 12 Heures de Sebring 1985.

Les 12 Heures de Sebring 1985 se déroulent sur le Sebring International Raceway situé en Floride. Il est composé de deux longues lignes droites, séparées par des courbes rapides ainsi que quelques chicanes. Le tracé actuel diffère de celui de l'époque. Ce tracé a un grand passé historique car il est utilisé pour des courses automobiles depuis 1950. Ce circuit est célèbre car il a accueilli la Formule 1.

## Résultats
Voici le classement au terme de la course.
- Les vainqueurs de chaque catégorie sont signalés par un fond jauni.

| 1            | GTP    | 8  | Preston Henn                   | A. J. Foyt Bob Wollek                                 | Porsche 962             | 281 |
| 2            | GTP    | 14 | Holbert Racing                 | Al Holbert Derek Bell Al Unser Jr.                    | Porsche 962             | 277 |
| 3            | GTP    | 68 | BF Goodrich ( Busby Racing)    | Dieter Quester Pete Halsmer Rick Knoop                | Porsche 962             | 268 |
| 4            | GTP    | 44 | Group 44                       | Chip Robinson Bob Tullius                             | Jaguar XJR-5            | 259 |
| 5            | Lights | 63 | Jim Downing                    | Jim Downing John Maffucci                             | Argo JM16B              | 253 |
| 6            | GTO    | 65 | Team Roush Protofab            | Wally Dallenbach John Jones                           | Ford Mustang            | 251 |
| 7            | GTP    | 2  | Leon Bros. Racing              | Al Leon Art Leon Skeeter McKitterick                  | March 85G               | 250 |
| 8            | GTP    | 11 | Kendall Racing                 | Chuck Kendall John Hotchkis Robert Kirby              | Porsche 935K3/80        | 240 |
| 9            | GTO    | 90 | Road Circuit Technology        | Les Delano Andy Petery Patty Moise                    | Pontiac Firebird        | 239 |
| 10           | GTO    | 09 | 901 Shop                       | Peter Uria Mike Schaefer Larry Figaro Jack Refenning  | Porsche Carrera RSR     | 237 |
| 11           | GTO    | 61 | Team USA Racing                | Don Courtney Brent O'Neill Mike Hackney               | Chevrolet Monza         | 231 |
| 12           | GTO    | 89 | Latino Racing                  | Enrique Molins Kikos Fonseca Alfredo Mena             | Porsche 934             | 219 |
| 13           | Lights | 37 | Burdsall - Welter Racing       | Tom Burdsall Peter Welter Nick Nicholson              | Tiga GT284              | 216 |
| 14           | GTU    | 56 | SP Racing                      | Gary Auberlen Peter Jauker Adrian Gang Cary Eisenlohr | Porsche 911             | 209 |
| 15           | Lights | 93 | Mid-O Rusty Jones              | Kelly Marsh Ron Pawley Don Marsh                      | Argo JM16               | 205 |
| 16           | GTP    | 31 | Goral Racing                   | Paul Goral Rick Wilson                                | Porsche 935             | 204 |
| 17           | GTU    | 00 | Tom Kendall                    | Tom Kendall Bart Kendall Max Jones                    | Mazda RX-7              | 202 |
| 18           | Lights | 34 | O'Brien - van Steenburg Racing | Larry O'Brien Mike Van Steenburg                      | Mazda OVS-1             | 184 |
| 19           | GTO    | 98 | Bob's Speed Products           | Bob Lee Bill Julian Jeff Hudlett                      | Buick Skyhawk           | 182 |
| 20           | GTP    | 20 | Spirit of Cleveland            | Richard Silver Don Herman Freddy Baker                | Porsche 935 JLP-2       | 182 |
| 21           | GTU    | 35 | Team Dallas                    | Jack Griffin Bobby Hefner Skip Winfree                | Porsche Carrera RSR     | 178 |
| 22           | GTU    | 36 | Case Racing                    | Ron Case Dave Panaccione                              | Porsche 911             | 165 |
| 23           | GTO    | 83 | K & P Racing                   | Karl Keck William Wessel Mark Montgomery              | Chevrolet Corvette      | 158 |
| 24           | GTU    | 02 | RNGC Racing                    | Roy Newsome Bill McVey Dale Kreider                   | Mazda RX-7              | 148 |
| 25           | GTO    | 85 | Don Nooe                       | Don Nooe Jim Stricklin Tim Stringfellow               | Chevrolet Corvette      | 118 |
| 26           | GTU    | 54 | Zwiren Racing                  | Steve Zwiren Mike Tearney Robert Peters               | Mazda RX-7              | 111 |
| 27           | GTO    | 25 | Steve Roberts                  | William Boyer Steve Roberts John Barben               | Chevrolet Camaro        | 109 |
| Abandons     |        |    |                                |                                                       |                         |     |
| 28           | GTO    | 53 | Mandeville Auto Tech           | Danny Smith Tom Waugh                                 | Mazda RX-7              | 218 |
| 29           | GTO    | 39 | R & H Racing                   | Rainer Brezinka John Centano Fritz Hochreuter         | Porsche Carrera RSR     | 202 |
| 30           | GTO    | 58 | Coin Operated Racin            | Rick Borlase Michael Hammond Jim Torres               | Porsche 934             | 198 |
| 31           | GTO    | 38 | Mandeville Auto Tech           | Roger Mandeville Logan Blackburn                      | Mazda RX-7              | 180 |
| 32           | GTP    | 67 | BF Goodrich ( Busby Racing)    | Jim Busby John Morton Jochen Mass                     | Porsche 962             | 175 |
| 33           | GTP    | 15 | John Kalagian Racing           | John Kalagian John Lloyd Tom Grunnah                  | March 84G               | 170 |
| 34           | GTP    | 43 | De Narváez Racing              | Mauricio de Narváez Dave Cowart Kenper Miller         | Porsche 935J            | 157 |
| 35           | GTO    | 88 | Schaferacing                   | Craig Shafer George Shafer Joe Maloy                  | Chevrolet Camaro        | 145 |
| 36           | GTO    | 55 | Dave Heinz Imports             | Dave Heinz Jim Trueman Jerry Thompson                 | Chevrolet Corvette      | 134 |
| 37           | GTO    | 78 | Tokina Zoom Lenses             | John Higgins Chip Mead James King                     | Porsche Carrera RSR     | 128 |
| 38           | GTP    | 7  | Henn's Swap Shop Racing        | Bob Wollek Don Whittington Preston Henn               | Porsche 935L            | 121 |
| 39           | GTU    | 42 | Mike Meyer Daffy               | Paul Lewis Scott Pruett Joe Varde                     | Mazda RX-7              | 117 |
| 40           | GTO    | 81 | Ken Bupp                       | Ken Bupp Guy Church E. J. Generotti                   | Chevrolet Camaro        | 116 |
| 41           | GTU    | 76 | Malibu Grand Prix              | Jack Baldwin Jeff Kline                               | Mazda RX-7              | 114 |
| 42           | GTP    | 1  | Blue Thunder Racing Team       | Bill Whittington Randy Lanier                         | March 84G               | 114 |
| 43           | GTO    | 45 | Pennzoil de P. R.              | Luis Gordillo Rolando Falgueras Manuel Villa          | Porsche Carrera RSR     | 111 |
| 44           | GTP    | 01 | Charles Young                  | Don Bell Mike Brockman Tommy Riggins                  | Argo JM16B              | 105 |
| 45           | GTO    | 22 | Walter Johnston                | Del Russo Taylor John Hayes-Harlow Arvid Albanese     | Pontiac Firebird        | 101 |
| 46           | GTU    | 75 | Pettit Wholesale               | Cameron Worth Foko Gritzalis                          | Mazda RX-3              | 91  |
| 47           | GTP    | 29 | DeAtley Racing                 | Darin Brassfield Arie Luyendyk Jerry Brassfield       | March 85G               | 90  |
| 48           | GTO    | 51 | Mosler Racing                  | John McComb Rick Mancuso Fred Fiala                   | Ferrari 512BB/LM        | 88  |
| 49           | GTP    | 05 | Robert Whitaker                | Robert Whitaker Ed Crosby Richard McDill              | Chevrolet Camaro        | 76  |
| 50           | GTP    | 16 | Marty Hinze Racing             | Marty Hinze Milt Minter Art Yarosh                    | Porsche 935K3           | 70  |
| 51           | GTP    | 26 | Toyota Village                 | Werner Frank Dave White Jerry Kendall                 | Porsche 935/80          | 68  |
| 52           | GTU    | 17 | Al Bacon Racing                | Al Bacon Charles Guest Bobby Akin                     | Mazda RX-7              | 67  |
| 53           | GTP    | 5  | Bob Akin Motor Racing          | Hans-Joachim Stuck Bob Akin Jim Mullen                | Porsche 962             | 66  |
| 54           | GTU    | 79 | Whitehall Motorsports          | Elliot Forbes-Robinson Tom Winters Bob Bergstrom      | Porsche 924 Carrera GTR | 65  |
| 55           | GTU    | 49 | Conrad Racing                  | Carlos Munoz Louis Lopez Herman Galeano               | Porsche 911             | 65  |
| 56           | GTO    | 47 | Dingman Brothers Racing        | Walt Bohren Steve Millen Billy Dingman                | Pontiac Firebird        | 63  |
| 57           | GTU    | 74 | Whitehall Promotions           | Austin Godsey Paul Gentilozzi Kent Hill               | Porsche 924 Carrera GTR | 59  |
| 58           | GTO    | 21 | Gopher Motion                  | William Gelles Steve Cohen Don Walker                 | Ferrari 512BB/LM        | 54  |
| 59           | GTU    | 71 | Team Highball                  | Amos Johnson Jack Dunham Dennis Shaw                  | Mazda RX-7              | 48  |
| 60           | GTU    | 13 | Rubino Racing                  | Dennis Wagoner Ken Knott Frank Rubino                 | Mazda RX-7              | 46  |
| 61           | GTO    | 69 | Wonzer Racing                  | John Hofstra Charles Slater Mick Robinson             | Porsche Carrera RSR     | 45  |
| 62           | GTU    | 08 | Simms-Romano                   | Drake Olson Steve Potter Paul Romano                  | Mazda RX-7              | 44  |
| 63           | GTP    | 95 | Van Every Racing               | Lance Van Every Ash Tisdelle Jack Refenning           | Porsche 935             | 42  |
| 64           | GTU    | 60 | Tom Hunt                       | Tom Hunt James Shelton Dean Jameson                   | Mazda RX-3              | 40  |
| 65           | GTP    | 3  | Pegasus Racing                 | John Paul junior Ken Madren Wayne Pickering           | March 84G               | 38  |
| 66           | GTO    | 70 | Ormond Racing Associates       | Don Cummings Craig Rubright Greg Walker               | Chevrolet Corvette      | 37  |
| 67           | GTP    | 04 | Group 44                       | Brian Redman Hurley Haywood                           | Jaguar XJR-5            | 36  |
| 68           | GTO    | 50 | Monty Trainer's Restaurant     | Buz McCall Pancho Carter Tom Sheehy                   | Chevrolet Camaro        | 34  |
| 69           | GTP    | 4  | Lee Racing                     | Carson Baird Terry Labonte Billy Hagan                | Chevrolet Corvette GTP  | 27  |
| 70           | GTO    | 92 | OMR Engines                    | Chris Gennone Hoyt Overbagh Fern Prego                | Chevrolet Camaro        | 27  |
| 71           | GTP    | 12 | Gebhardt Motorsports           | George Schwarz Frank Jelinski Jan Thoelke             | Gebhardt JC843          | 22  |
| 72           | GTO    | 66 | Habersin Camera Shop           | Rick Habersin Art Habersin                            | Chevrolet Camaro        | 22  |
| 73           | GTO    | 48 | Gary Wonzer                    | Tom Cripe Gary Wonzer Bruce Dewey                     | Porsche 934             | 9   |
| 74           | GTO    | 32 | KJJ Enterprises                | John Bossom Ken Hill Reagan Riley                     | Triumph TR8             | 1   |
| Non-partants |        |    |                                |                                                       |                         |     |
| 75           | GTP    | 0  | Gary Wonzer                    | Gary Wonzer Del Russo Taylor                          | Chevron GTP             |     |
| 76           | GTP    | 6  | Morgan Performance             | Charles Morgan Bill Alsup                             | Royale RP40             |     |
| 77           | GTO    | 23 | Raul Garcia                    | Raul Garcia                                           | Pontiac Firebird        |     |
| 78           | GTO    | 77 | Tortuga Racing                 | Carlos Munoz Joe Gonzalez                             | Chevrolet Camaro        |     |
| 79           | GTU    | 87 | Mosler Racing                  | George Alderman Joe Hill Steve Alexander              | Ferrari 308 GTB         |     |
| Non-qualifié |        |    |                                |                                                       |                         |     |
| 80           | GTO    | 80 | Carlos Catter                  | Carlos Catter Hector Coco                             | Chevrolet Camaro        |     |